# 比利亞努埃瓦 (卡薩納雷省)
4°36′31.45″N 72°55′43.65″W / 4.6087361°N 72.9287917°W
比利亞努埃瓦是哥倫比亞的城鎮，位於該國東部，由卡薩納雷省負責管轄，始建於1962年11月21日，面積825平方公里，海拔高度300米，2012年人口23,226。

## 外部連結
- （西班牙文） Villanueva official website （页面存档备份，存于）
- （西班牙文） Government of Villanueva official website